# Авария Boeing 767 в Варшаве
Авария Boeing 767 в Варшаве — авиационная авария, произошедшая 1 ноября 2011 года. Авиалайнер Boeing 767-35DER авиакомпании LOT выполнял плановый межконтинентальный рейс LO 16 по маршруту Ньюарк—Варшава, но через 30 минут после взлёта на его борту вышла из строя гидравлическая система. Экипаж принял решение лететь до пункта назначения, но незадолго до посадки в аэропорту Варшавы из-за отказа гидравлической системы стойки шасси не выпустились и в итоге лайнер совершил жёсткую посадку «на брюхо». Никто из находившихся на его борту 231 человека (220 пассажиров и 11 членов экипажа) не пострадал.
Пилоты рейса 016 были представлены к награде.

## Самолёт
Boeing 767-35DER (регистрационный номер SP-LPC, заводской 28656, серийный 659) был выпущен в 1997 году (первый полёт совершил 5 мая). 15 мая того же года был передан авиакомпании LOT, в которой получил имя Poznań. От неё сдавался в лизинг авиакомпаниям Air Italy (с 23 декабря 2005 года по 1 апреля 2006 года) и Santa Bárbara Airlines (с 3 января по 20 апреля 2007 года). Оснащён двумя турбовентиляторными двигателями General Electric CF6-80C2B6. На день аварии 14-летний авиалайнер совершил 8002 цикла «взлёт-посадка» и налетал 85 429 часов.

## Экипаж
Самолётом управлял опытный экипаж, его состав был таким:
- Командир воздушного судна (КВС) — 57-летний Тадеуш Врона (пол. Tadeusz Wrona). Очень опытный пилот, управлял самолётом Boeing 757. Налетал 15 980 часов (14 007 из них в качестве КВС), 13 307 из них на Boeing 767 (12 432 из них в качестве КВС).
- Второй пилот — 51-летний Ежи Шварц (пол. Jerzy Szwarc). Опытный пилот, также (как и КВС) управлял самолётом Boeing 757. Налетал 9431 час (835 из них в качестве КВС), 1981 из них на Boeing 767.

В салоне самолёта работали 9 бортпроводников.

## Расследование
Расследование причин аварии рейса LO 16 проводила Государственная комиссия по расследованию авиационных происшествий (SCAAI).
Окончательный отчёт расследования был опубликован 18 декабря 2017 года.

## Фото аварийного самолёта

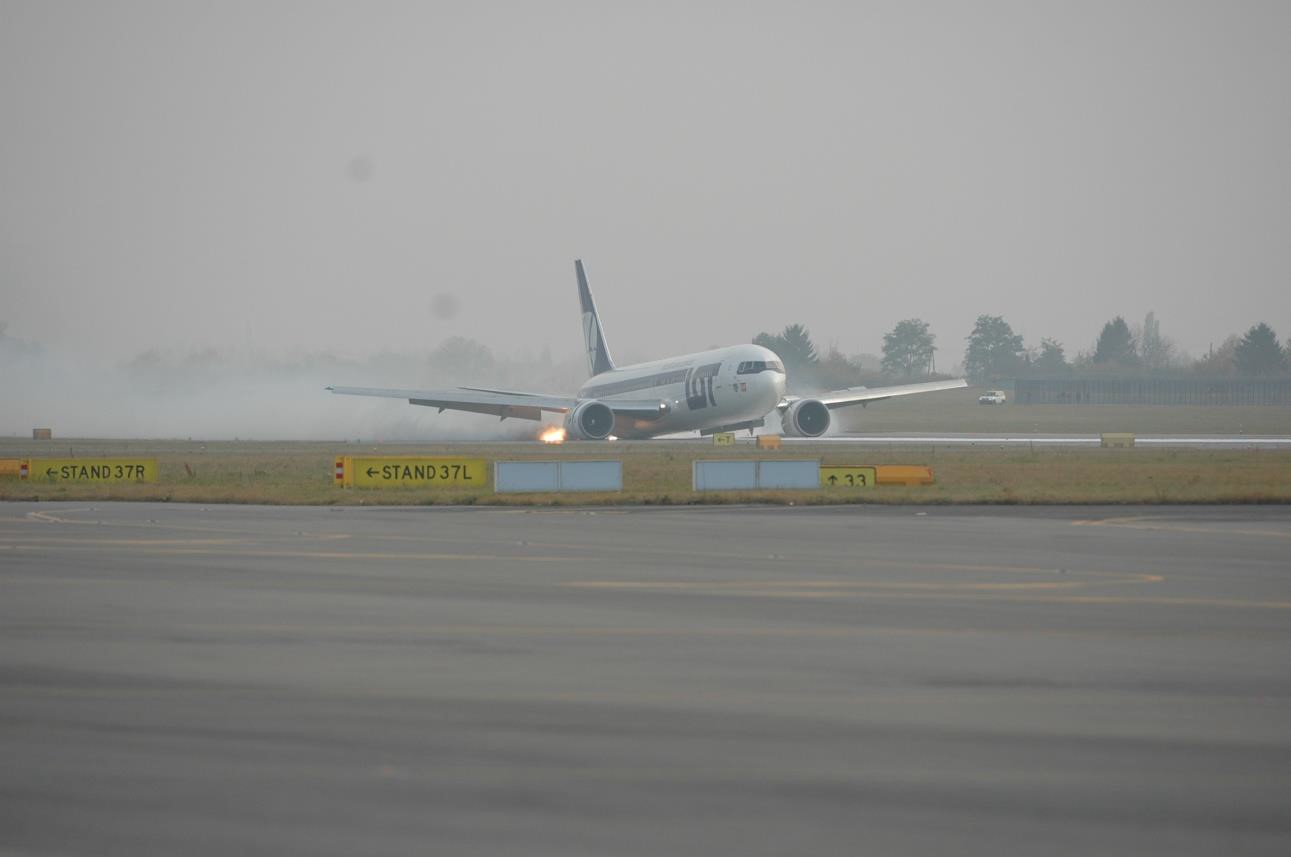
Аварийная посадка, видны искры от трения о ВПП
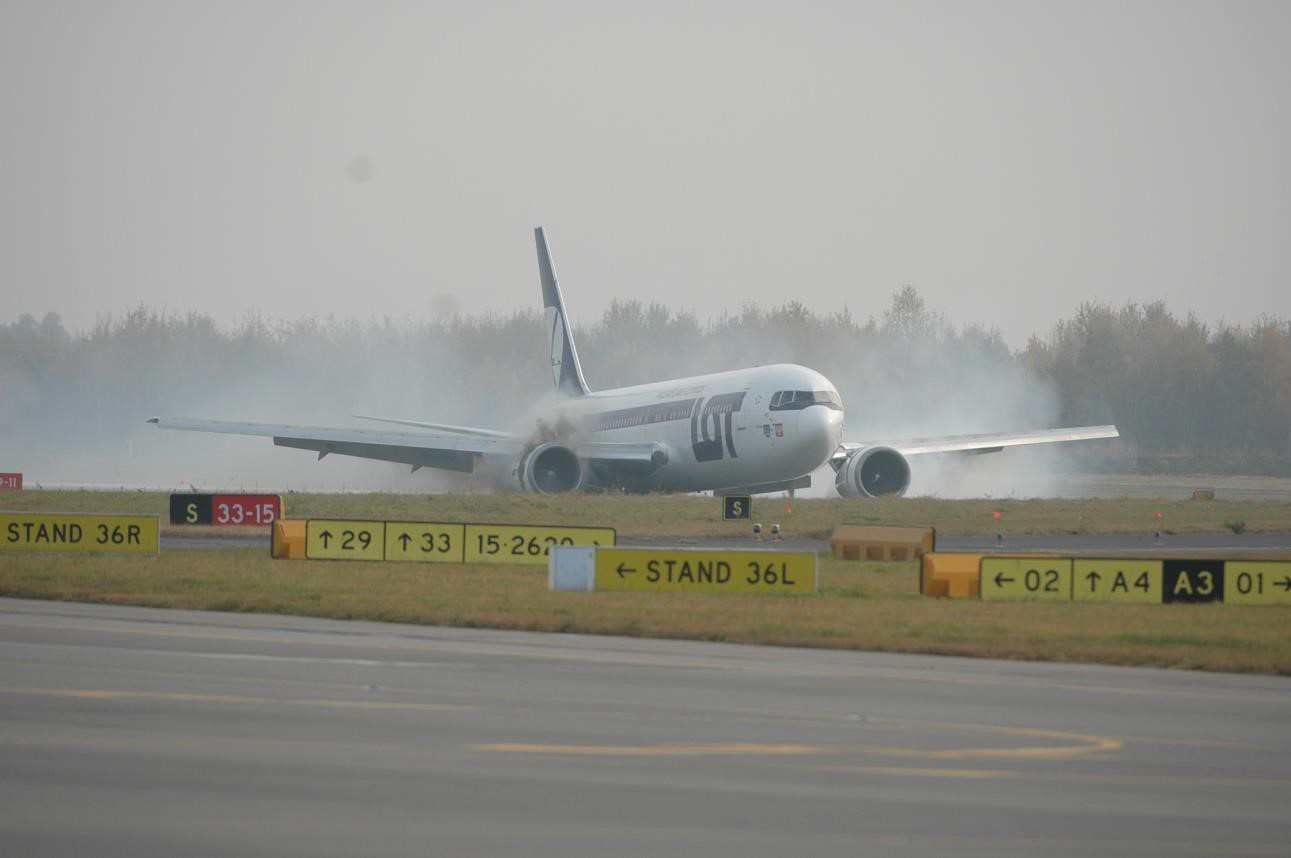
Самолёт завершает движение по полосе
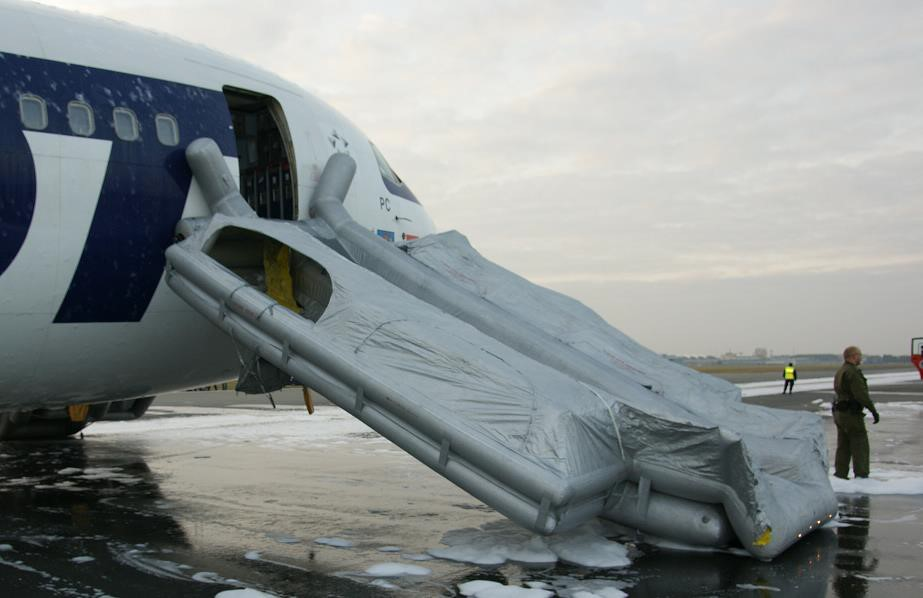
Надувной эвакуационный трап
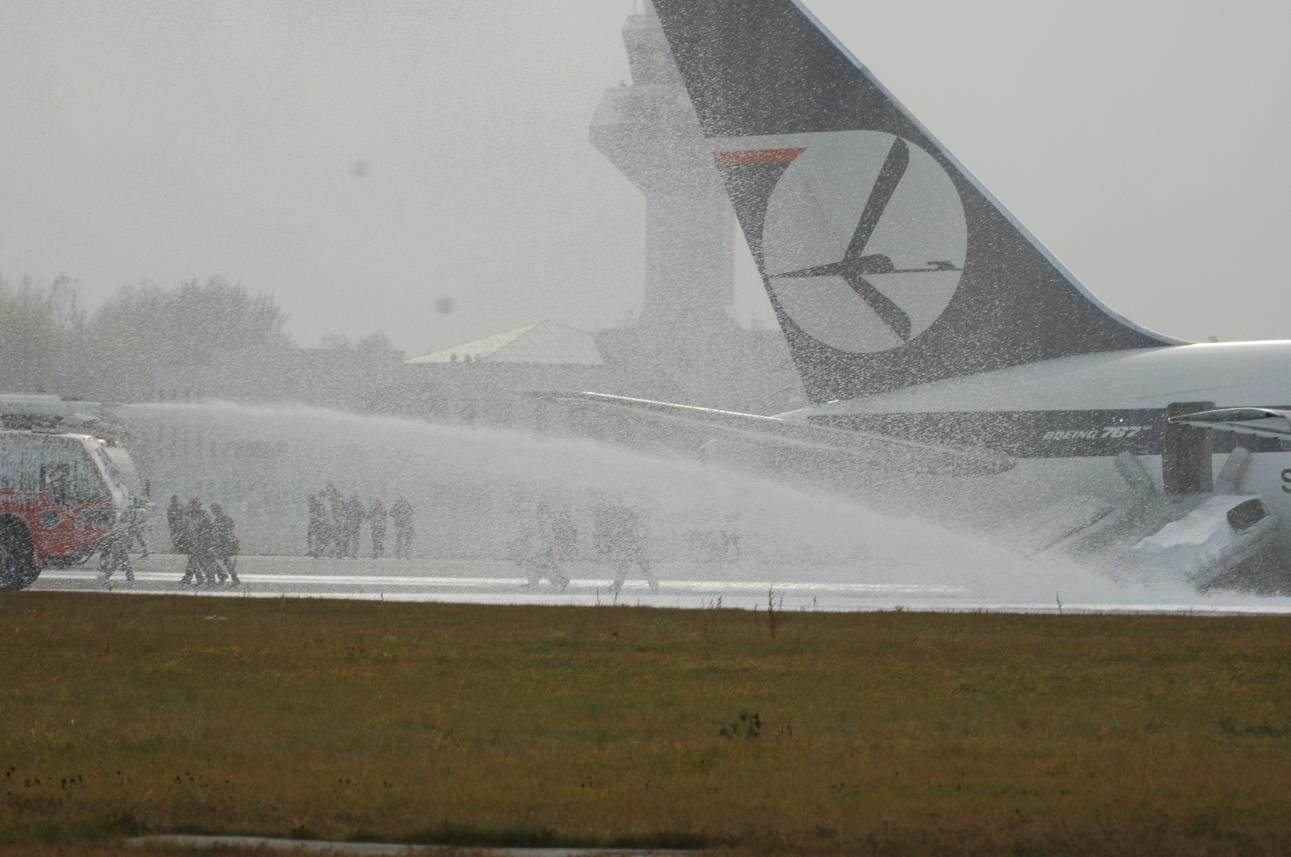
Противопожарные меры
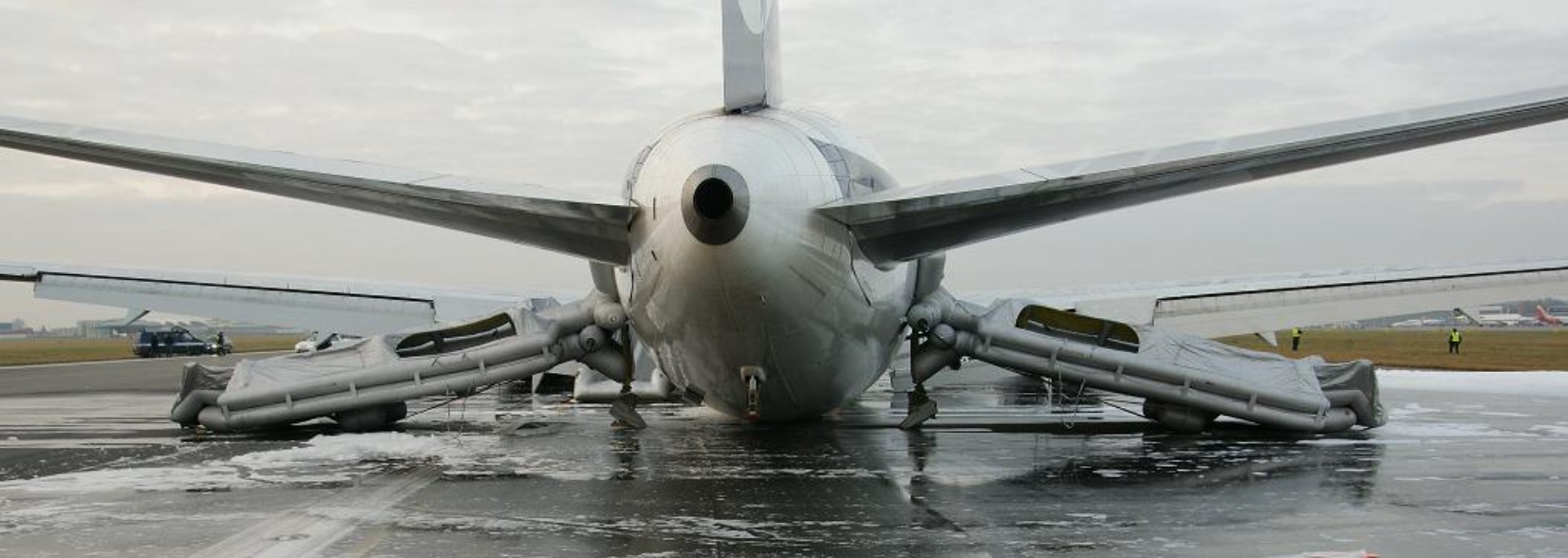
Задние надувные трапы